# Jaroslav Bouška
Jaroslav Bouška (13. listopadu 1879 Pardubice – 10. října 1967) byl československý politik a meziválečný poslanec Národního shromáždění za Československou sociálně demokratickou stranu dělnickou.

## Biografie
Podle údajů k roku 1935 byl profesí starostou Kutné Hory. Funkci starosty zastával v období let 1929–1938. Od roku 1946 působil jako náměstek předsedy ONV Kutná Hora. Byl aktivní v Sdružení kutnohorského studentstva.
Po parlamentních volbách v roce 1929 získal za Československou sociálně demokratickou stranu dělnickou poslanecké křeslo v Národním shromáždění. Mandát ale získal až dodatečně, v březnu 1935, jako náhradník poté, co rezignoval poslanec Jan Koudelka.